# Eisler Károly
Eisler Károly (Charles Eisler) (1884. november 14. – East Orange, 1973. október 8.) magyar származású amerikai mérnök.

## Életpályája és munkássága
Eisler Adolf szeszfőző és Friedman Ilona kilenc gyermeke közül a másodikként született. Gépészetet és gépgyártást tanult. Tizenhét évesen (1901) kezdett gyakornoki munkát egy helyi gyárban, és képesítést szerzett gőzgépekre és nagynyomású kazánokra is. Az USA-ba való emigráció céljával 1902-ben először a Berlintől északra fekvő Eberswaldeba ment, ahol darukezelőként dolgozott egy öntödében, majd a berlini AEG szerszámkészítője volt. 1904 novemberében a Potsdam nevű hajóval New Yorkba érkezett, és gyorsan elhelyezkedett az East-Pittsburgh-i Westinghouse-nál. 1907-től a Studebaker Metzger Motor Company szerszámkészítőinek művezetője volt. 1912 tavaszán visszatért Magyarországra, és szerszámkészítőként dolgozott az újpesti Standard Electric Company-nál. 1912-ben Budapesten megnősült és két évvel később családjával visszaköltözött az USA-ba. 1918-ban fejezte be gépészmérnöki tanulmányait az International Correspondence Schools keretein belül.
1919-ben a független lámpagyártóhoz, a Save Electric Corporation-hez került, amelyet Max Ettinger alapított Brooklynban. A General Electric (GE), a Westinghouse és az RCA monopóliummal rendelkeztek a modern izzólámpagyártó cégek felett, és a független gyártóknak nehézségeik voltak a versenytársaikkal. Amikor a General Electric 1920-ban megvette a Save Electric-et, hogy kivonja a piacról, elvesztette az állását.
Ezután megalapította saját cégét (Eisler Engineering Company), amely elektromos lámpák, képcsövek, rádiócsövek, üvegtermékek, neoncsövek, hegesztőberendezések és laboratóriumi berendezések gyártásával és felszerelésével foglalkozott. Műhelyt nyitott a New Jersey-i Newarkban, a Kirk Alley 15. szám alatt, és 1924-re megduplázta dolgozóinak számát. Amikor a rádiócsövek gyártása 1929-ben elérte maximumát, a tőzsde összeomlott, s el kellett adnia 49%-os részesedését Frank Bonner cégének.
1933 júniusában független lámpagyártókból álló csoportot szervezett az Incandescent Lamp Manufacturer's Association (ILMA) egyesületen belül azzal a céllal, hogy közösen hatékonyan tudják képviselni érdekeiket szabadalmi vitákban. Eisler volt a harmadik legnagyobb izzólámpatermék szállító és az ILMA-tagok szerelvényeik nagy részét is tőle szerezték be. Az automatizálás mértéke és a gyártási sebesség nem közelítette meg a General Electric gépeit, de olcsóbbak voltak. 1923–1928 között az Eisler Engineering-et legalább négyszer beperelte a General Electric állítólagos szabadalmi jogsértés miatt, de minden pert előbbi nyert meg. Több General Electric szabadalmat érvénytelenítettek. Eisler legerősebb védelmi eszköze egy 1916-ban megjelent cikk volt.
Charles nevű fiát, aki az alelnöki tisztséget töltötte be, 1954-ben elnökké nevezték ki, Eisler pedig a vezérigazgatói pozícióit töltötte be. Fia az 1970-es évek végén eladta a céget az 1920-ban alapított Kahle Engineering Company-nak. A Kahle, amely korábban üvegekkel foglalkozott, később az orvostechnikai eszközök gyártására koncentrált.
1916-tól Charles Eisler 57 amerikai szabadalmat szerzett üvegáruk tömeggyártására. 1951-ben díszdoktori címet kapott a New Jersey-i Bloomfield College-tól, 1952-ben pedig az American Society of Mechanical Engineers tagjává választották.

## Magánélete
1912. december 24-én Budapesten, a III. kerületben feleségül vette Schwartz Friderikát (1887–1962), akitől négy gyermeke született: Charles Jr., Martha (Leff), Ruth (Forest) és Constanze (Smith).

## Fordítás
- Ez a szócikk részben vagy egészben  a   Charles Eisler című német Wikipédia-szócikk ezen változatának fordításán alapul.  Az eredeti cikk szerkesztőit annak laptörténete sorolja fel. Ez a jelzés csupán a megfogalmazás eredetét és a szerzői jogokat jelzi, nem szolgál a cikkben szereplő információk forrásmegjelöléseként.